# Willem van Bergen

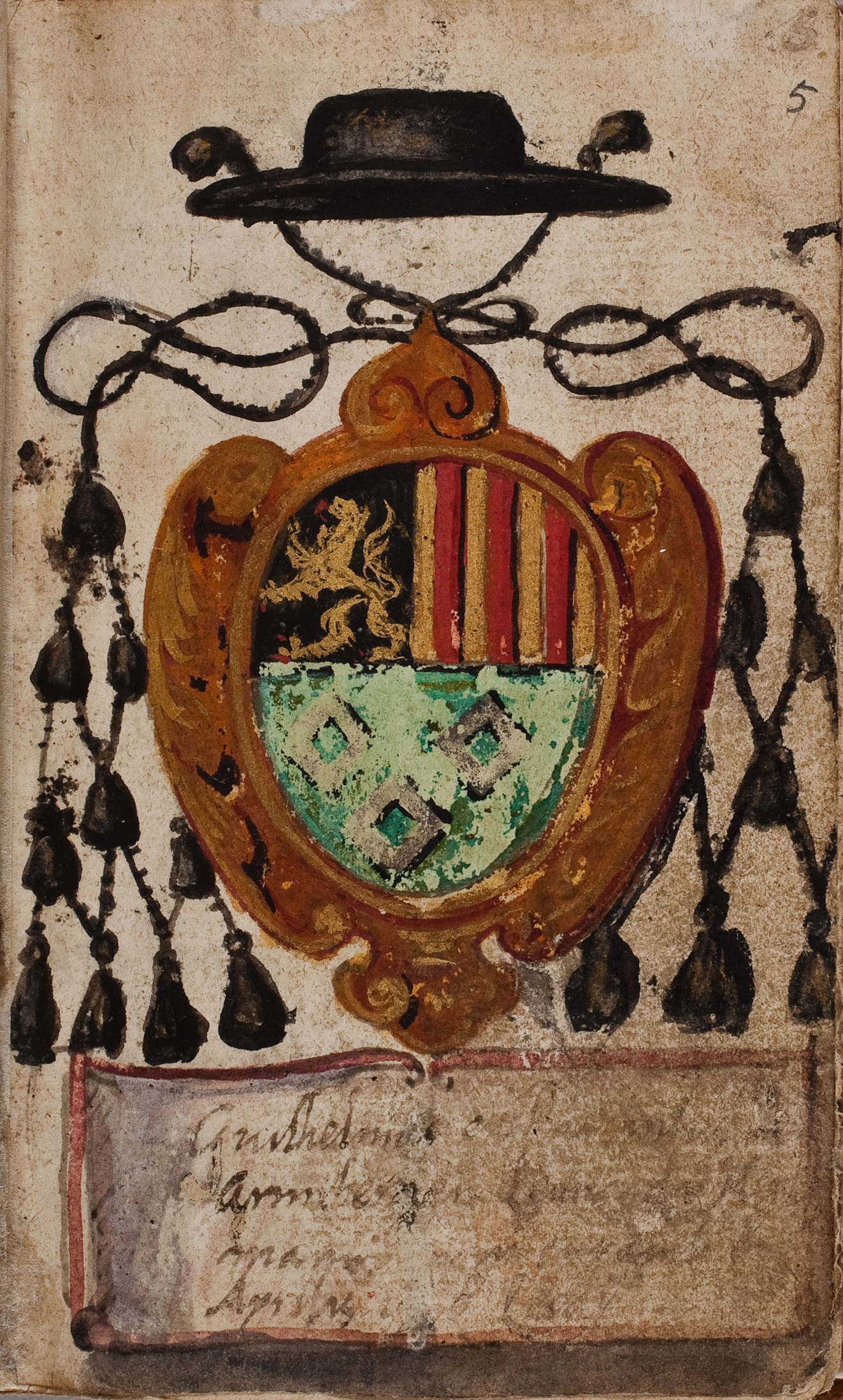
Wapen van Willem van Bergen als aartsbisschop van Kamerijk.

Willem van Bergen (Antwerpen, 1551 - Kamerijk, 1609) was de derde bisschop van Antwerpen en vanaf 1601 aartsbisschop van Kamerijk.

## Levensloop
Hij stamde uit de adellijke familie Glymes van Bergen (Bergen op Zoom) studeerde onder meer in Leuven, Padua en Rome, waar hij het doctoraat in de beide rechten behaalde. Paus Gregorius XIII benoemde hem tot huisprelaat en zond hem naar Luik, waar hij kanunnik en later deken van het Sint-Lambertuskapittel van de Luikse kathedraal werd. In 1596 werd hij door Filips II tot bisschop van Antwerpen benoemd, in 1597 bekrachtigd door de paus, en in 1598 geconsacreerd. Drie dagen daarvoor was hij echter al tot aartsbisschop van Kamerijk verkozen, waardoor hij in 1601 Antwerpen alweer verliet.  In het Franstalige Kamerijk (Cambrai) stond hij bekend als Guillaume de Berghes (Latijn: de Berghis).
- Gemeinsame Normdatei: 1195545444
- International Standard Name Identifier: 0000 0003 8777 9725
- Système universitaire de documentation: 156484765
- Virtual International Authority File: 280784672
- WorldCat: E39PCjDxYj9gCyQqVXQvckvtmm